# 菲律賓師範大學

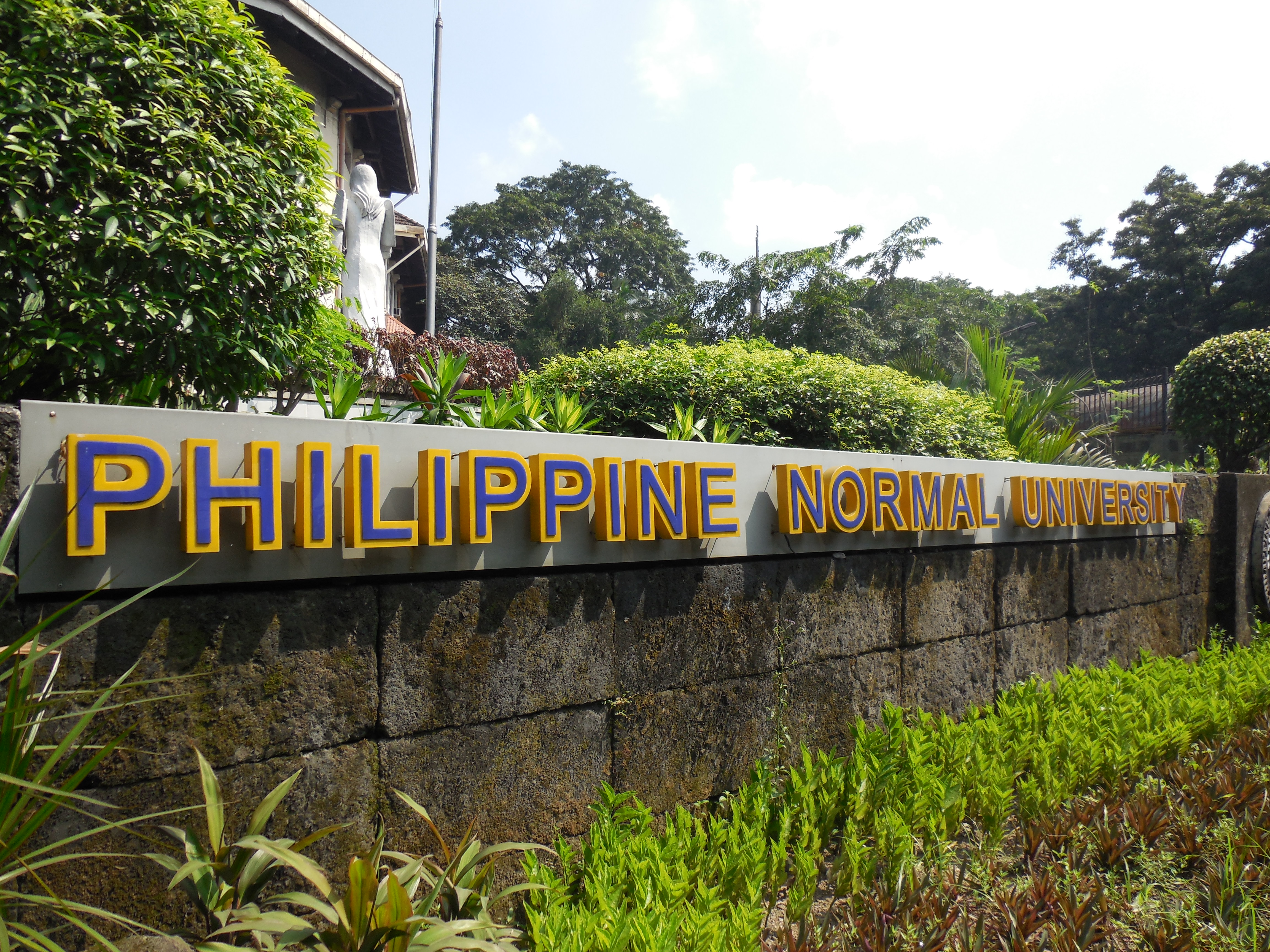

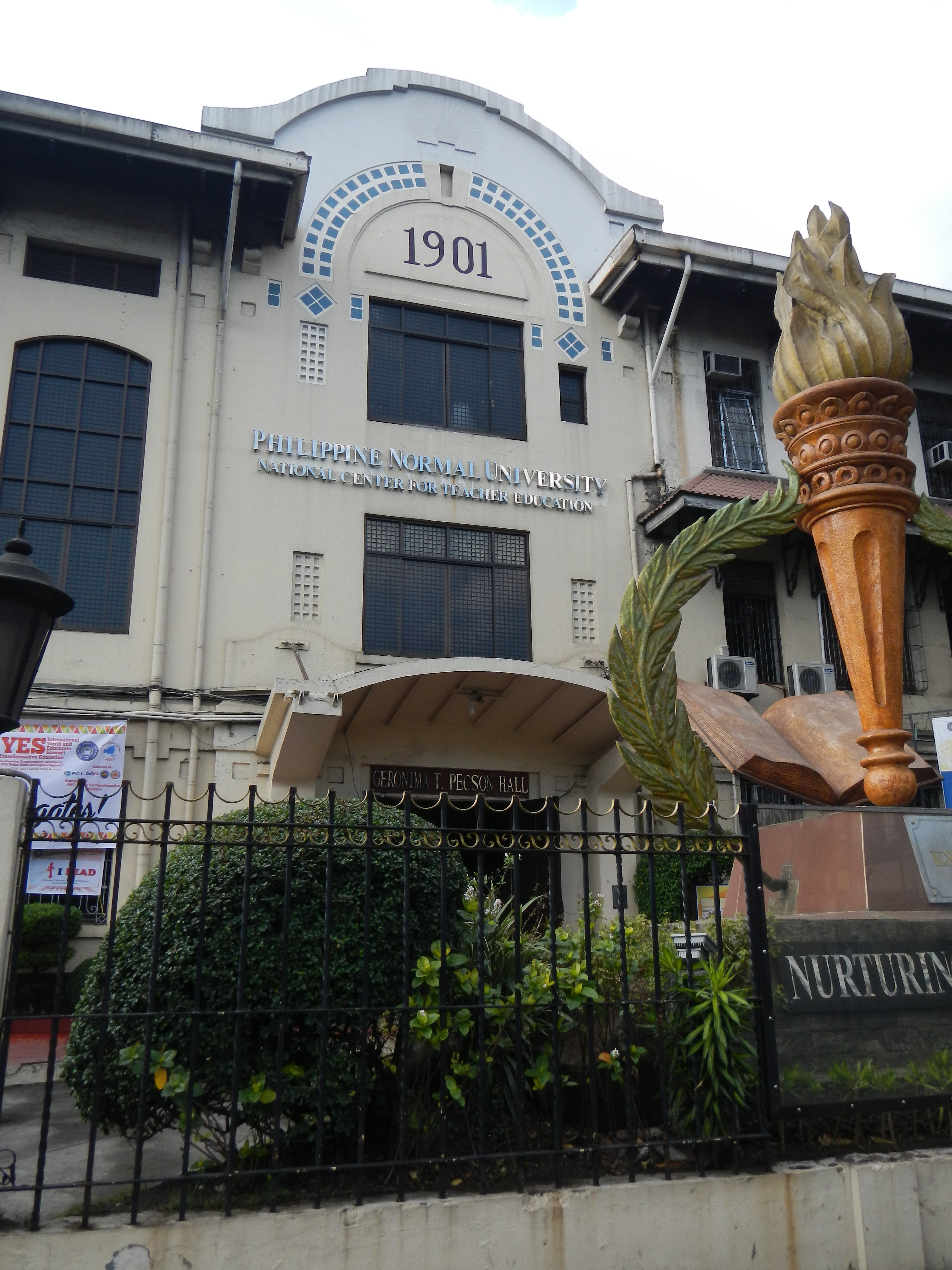

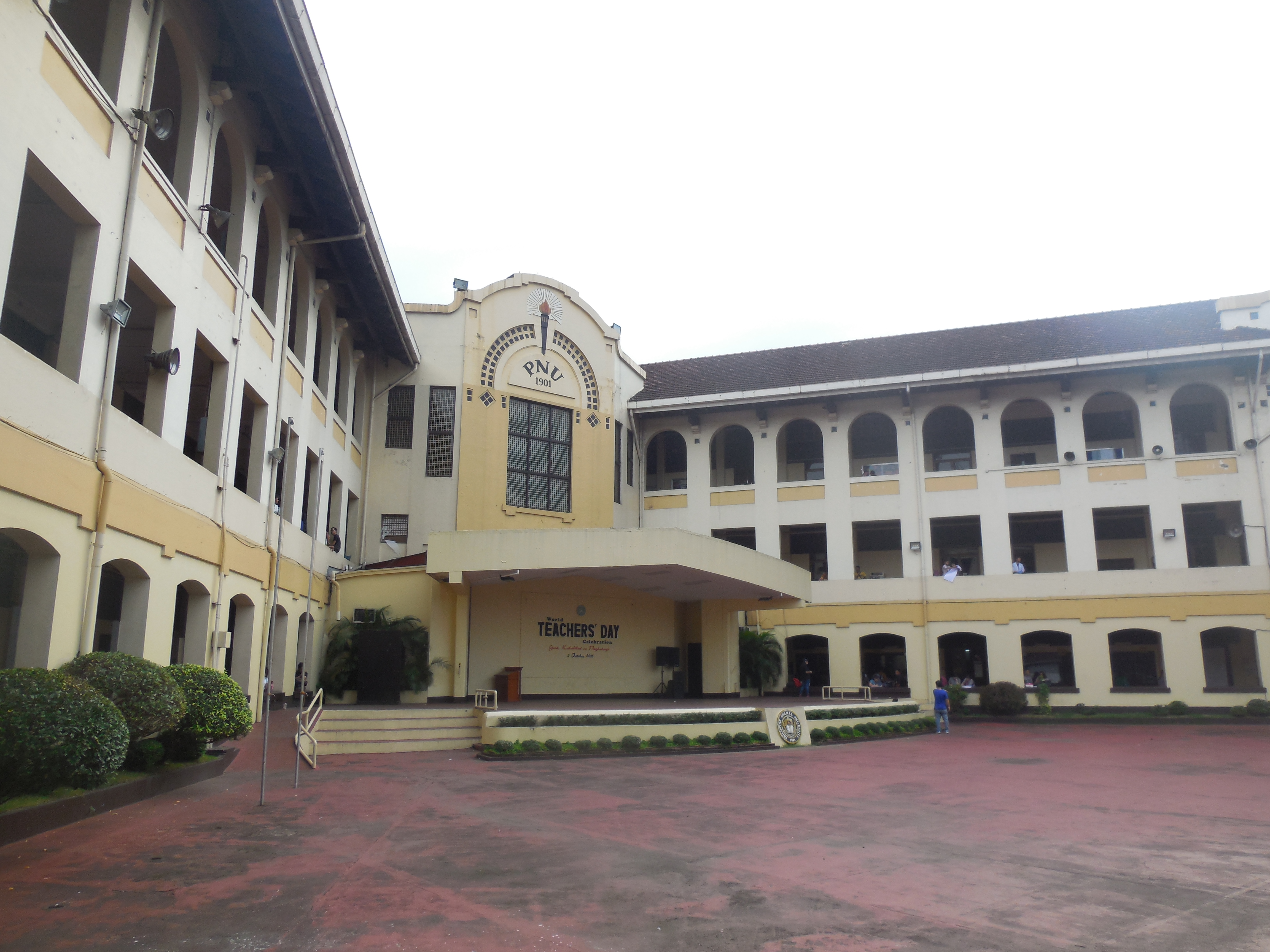
菲律賓師範大學

菲律賓師範大學，創立於1901年。菲律賓師範學院（Philippine Normal College），菲律賓規模最大的國立師資培訓機構。最早的總校區設於馬尼拉市。前身為菲律賓的第一所師範學校，1901 年 1 月依據美國在菲律賓設立的菲律賓委員會通過的第 74 號法令創辦。最初以培養教師為主，學生畢業後多被送往美國各大學繼續深造，僅少數在各學校任教。 1903 年起改為四年制，規定入學新生最低畢業標準須修完國小所有的或中學其中一門專業分科課程。1925 年改為師範專科學校。1950 年，菲律賓政府決定將其改為四年制大學的獨立學院，授予畢業生初等教育和中等教育科學學士學位，學校遂改此名。附設研究生院，可培養博士生。設有語言及範圍廣泛的學科課程。並設有菲律賓語言研究中心、健康教育中心、兒童研究中心、閱讀中心及特殊教育中心。1990 年有教師 300 人，學生 7218 人，圖書館藏書 8.55 萬冊。

## 簡介
是菲律賓培養中學、小學師資的搖籃，以前稱菲律賓師範學院，迄今超過百年的歷史，是菲國歷史最優久的公立大學之一，歷史上的名人有费迪南德·马科斯的父母（Mariano Marcos & Josefa Edralin Marcos）皆畢業於菲律賓師範大學，菲國第二屆總統夫人Aurora Quezon也是它的校友，目前共有5個校區「Manila、Cadiz City、Agusan del Sur、Isabela、Quezon」，5000多名學生，目前的校長為Dr. Bert J. Tuga。其中具有博士以上學歷的老師佔60%左右，碩士以上學歷的老師佔40%左右。菲律賓師範大學是菲律賓教師的搖籃。它負責教育培養包括：各類教師、教育管理者、教育經濟的管理人員在內的多種人才。這所大學目前提供的學歷課程：不僅僅提供4年的大學教程，同時提供碩士、博士研究生學位課程。